# Kazushige Nojima
Kazushige Nojima (野島 一成?, Nojima Kazushige; Sapporo, 20 gennaio 1964) è uno sceneggiatore e scrittore giapponese, fondatore della Stellavista Ltd.
Conosciuto soprattutto per i suoi lavori alla Square Enix per Final Fantasy VII, VIII, X e X-2 e per l'intera serie Kingdom Hearts, Nojima ha anche scritto il testo di Liberi Fatali (il tema di apertura di Final Fantasy VIII) e i testi di Suteki da Ne e Hymn of the Fayth per Final Fantasy X.
Nojima ha partecipato alla creazione dei seguenti videogiochi e film (elenco non completo):
- Final Fantasy VII (1997; come sceneggiatore con Yoshinori Kitase)
- Bahamut Lagoon (1996; come direttore)
- Final Fantasy VIII (1999; come sceneggiatore)
- Final Fantasy X (2001; come sceneggiatore)
- Kingdom Hearts (2002; come sceneggiatore con Daisuke Watanabe e Jun Akiyama)
- Final Fantasy X-2 (2003; come sceneggiatore con Daisuke Watanabe)
- Kingdom Hearts: Chain of Memories (2004; come supervisore della sceneggiatura)
- Before Crisis: Final Fantasy VII (2004; come supervisore della sceneggiatura)
- Kingdom Hearts II (2005; come sceneggiatore)
- Final Fantasy VII: Advent Children (2005; come supervisore della sceneggiatura)
- On the Way to a Smile (2005; come autore)
- Crisis Core: Final Fantasy VII (2007; come sceneggiatore)
- Final Fantasy XIII (2009; come sceneggiatore)
- Final Fantasy Type-0 (2011; come sceneggiatore)
- Final Fantasy XIII-2 (2011; come sceneggiatore)
- Black Rock Shooter: The Game (2011; come sceneggiatore)
- Final Fantasy XV (2016; come sceneggiatore)
- Zodiac: Orcanon Odyssey (2015; come progettista)
- Final Fantasy VII Remake (2020; come sceneggiatore)
- Final Fantasy VII Rebirth (2024;  come sceneggiatore)